# MAGIC ATTRACTION
『MAGIC ATTRACTION』（マジック・アトラクション）は、水樹奈々の2枚目のオリジナルアルバム。2002年11月6日にキングレコードから発売された。

## 概要
- 矢吹俊郎プロデュースのアルバム第1弾。前作『supersonic girl』と比べると直線的なアップテンポ曲が多いが、ピアノメインの静かなバラードや、キュートでポップな楽曲も収録されており、初期の水樹奈々を象徴している曲が連なる。

- 前作から1年を待たずに出たアルバムだが、前作と比べると歌手・水樹奈々の代名詞とも言えるヴィブラートが取り入れられるなど、ヴォーカルスタイルに変化が見られる。
- ほぼすべての楽曲を矢吹が手掛けており、彼の人生観や恋愛観が強く表れている。

## 収録曲
1. THEME OF MAGIC ATTRACTION [1:07]
作曲・編曲：大平勉
2. through the night [4:47]
作詞：矢吹俊郎、作曲・編曲：飯田高広
3. PROTECTION [4:51]
作詞・作曲・編曲：矢吹俊郎
4. 二人のMemory [3:45]
作詞・作曲・編曲：矢吹俊郎
5. フリースタイル [3:58]
作詞：岩木真也、作曲：本間昭光、編曲：本間昭光・大平勉
6. STAND [4:40]
作詞・作曲・編曲：矢吹俊郎・大平勉
7. deep sea [4:41]
作詞：津田和恵、作曲・編曲：大平勉
8. suddenly 〜巡り合えて〜 [4:32]
作詞・作曲・編曲：矢吹俊郎
9. オルゴールとピアノと -holy style- [4:34]
作詞・作曲：志倉千代丸、編曲：大平勉
  - PS2ゲームソフト『Memories Off Duet 〜1st & 2nd stories〜』エンディングテーマ
10. LOVE & HISTORY [4:33]
作詞：村野直球、作曲：住吉中、編曲：牧野信博
  - PS2ゲームソフト『GENERATION OF CHAOS Next 〜失われし絆〜』主題歌
11. ジュリエット [5:33]
作詞・作曲：志倉千代丸、編曲：磯江俊道
12. climb up [4:46]
作詞・作曲・編曲：矢吹俊郎
13. Brilliant Star [5:06]
作詞・作曲：志倉千代丸、編曲：磯江俊道
  - ドラマCD『少年進化論plusスペシャル番外編 中年進化論plus』イメージソング
14. POWER GATE [4:35]
作詞・作曲・編曲：矢吹俊郎
15. あの日夢見た願い [5:21]
作詞：津田和恵、作曲・編曲：大平勉